# CJ dos Santos
CJ dos Santos, né le 24 août 2000 à Philadelphie, est un joueur américain de soccer qui évolue en tant que gardien de but pour le San Diego FC, club évoluant en Major League Soccer.

## Biographie

### En club
CJ Dos Santos commence à jouer au soccer à l'âge de 2 ans et poursuivit son développement avec les académies de soccer locales du Foxchase SC, Philadelphia SC et FC Delco avant de rejoindre l'Union de Philadelphie en 2013. En août 2016, il signe avec l'académie du Benfica Lisbonne au Portugal. Il fait ses débuts professionnels avec l'équipe réserve du Benfica Lisbonne, le Benfica Lisbonne B lors d'un match nul 1-1 en Liga Portugal 2 contre le FC Porto B le 25 janvier 2021.
Le 11 février 2022, il s'engage avec l'Inter Miami en Major League Soccer.

### En sélection
CJ Dos Santos est né aux États-Unis d'un père cap-verdien et d'une mère portugaise. Il est international jeune pour les États-Unis, ayant représenté les moins de 17 ans lors du Championnat des moins de 17 ans de la CONCACAF 2017 et de la Coupe du Monde des moins de 17 ans de la FIFA 2017. Il est appelé pour un camp d'entraînement de l'équipe nationale senior des États-Unis en décembre 2020.

## Palmarès
Inter Miami
- Leagues Cup : 2023 [8]